# 金鹗
金鹗（1771年—1819年），字鳳薦，号诚斋。临海人。
世居安徽歙縣。十七歲補弟子員，曾就讀於杭州诂经精舍，嘉慶二十一年為優貢生，為人不苟言笑，邃精《三禮》。嘉庆二十四年正月初一日卒於北京，年四十九。著有《求古録禮説》十五卷，《续》一卷，《补遗》一卷，道光三十年由陸建瀛委託陳奐校刊，另有《乡党正义》一卷。